# Creeds
 (octobre 2024).
Creeds, de son vrai nom Willy, est né le 30 mai 1992 à Nantes. Il est un célèbre DJ français.

## Vie
Creeds a appris le piano dans sa jeunesse, qui est toujours la base de sa musique aujourd'hui. Il a alors commencé s'intéresser à la musique électronique dansante pour développer son propre style de Reverse Bass, Frenchcore et transe. Il a joué dans plusieurs pays à travers le monde. Il est souvent en duo avec la chanteuse Hélène Ka.
Il est devenu internationalement connu avec son titre Push Up, qui a réalisé des millions de vues sur les différentes plateformes de streaming.
En octobre 2024, il est écouté par 7,5 millions d'auditeurs mensuels sur Spotify.

## Discographie

### EPs
- 2019 : The Lesson
- 2021 : Dopamine
- 2021 : I Am Frencore 97
- 2022 : Push Up EP

### Singles
- 2016 : Super Dolphin
- 2018 : Too Many Gods
- 2019 : The Scream
- 2019 : Shamao
- 2019 : Invasion
- 2020 : Arcade
- 2020 : Les Chroniques du Caisson
- 2020 : Acid Pipo
- 2020 : Lick My Trance
- 2020 : Royal Kick
- 2020 : Sa petite musique
- 2020 : Ghetto Bounce
- 2020 : It Sounds Right
- 2020 : Ludwig van Beatoven
- 2020 : Le Peuple uni
- 2020 : My Ghost
- 2021 : Weird Light
- 2021 : Bad Boyz
- 2021 : Piggy Kicks
- 2021 : The

Jungle
- 2021 : Fuite
- 2021 : Making Kicks
- 2021 : Spaceship
- 2021 : Sweat
- 2021 : Iluminan
- 2021 : Enjoy!
- 2021 : Hands Up
- 2021 : Trash Code
- 2021 : Pretty Violence
- 2022 : Caliente
- 2022 : Own Methods
- 2022 : Petite fleur
- 2022 : Like a Dream
- 2022 : Oh Yeah
- 2022 : Synergy
- 2022 : Cyberdrum
- 2022 : Work That
- 2022 : Foutue Babylone
- 2023 : Beautiful Body
- 2023 : Get Ready
- 2023 : Mind Overdrive

## Récompenses
| Disque d'argent - Royaume-Uni - 2024 : pour le single Push Up Disque d'or - Italie - 2023 : pour le single Push Up | Disque de platine - Pologne - 2024 : pour le single Push Up - Espagne - 2024 : pour le single Push Up 4× disque de platine - Hongrie - 2024 : pour le single Push Up |